# Leuchtenbergia principis

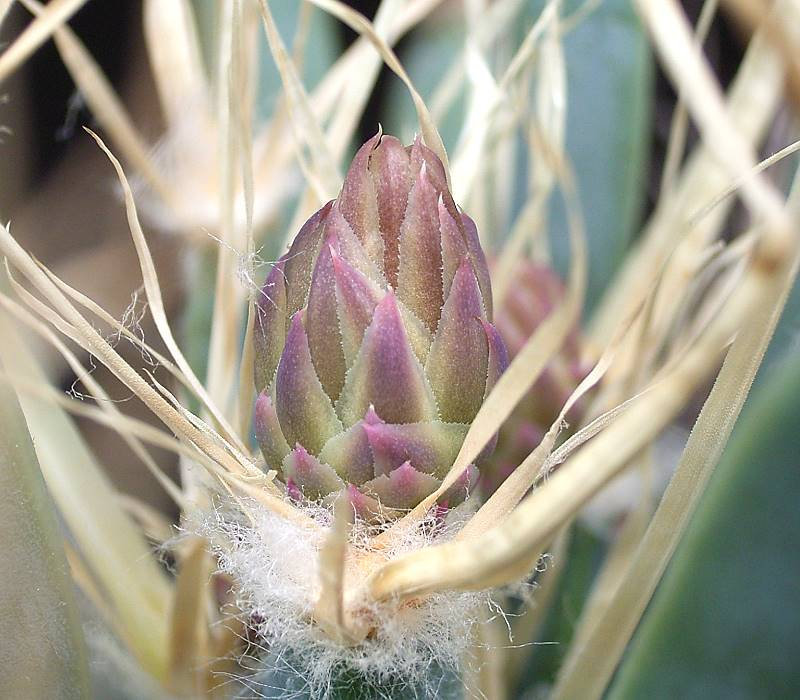
Areole mit Knospe

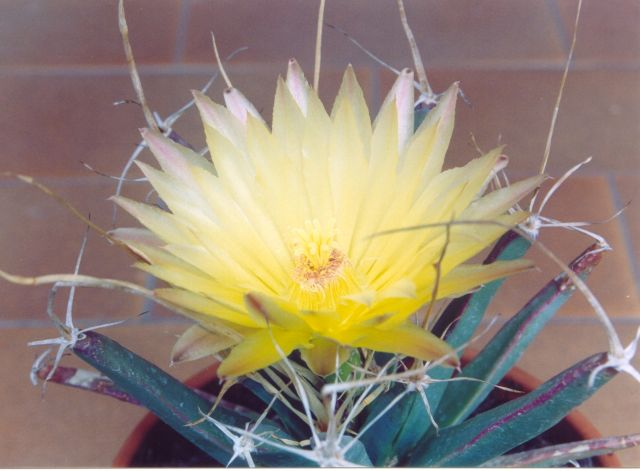
Pflanze in Blüte

Leuchtenbergia principis ist die einzige Pflanzenart der monotypischen Gattung Leuchtenbergia in der Familie der Kakteengewächse (Cactaceae). Der botanische Name ehrt den 3. Herzog von Leuchtenberg Maximilian de Beauharnais.

## Beschreibung
Leuchtenbergia principis wächst einzeln, sprosst nur gelegentlich und erreicht Wuchshöhen von 20 bis 35 Zentimeter (selten bis 70 Zentimeter). Die Wurzeln sind groß und fleischig, die Triebe kugelförmig bis kurz zylindrisch. Rippen sind nicht vorhanden, dafür jedoch auffällige Warzen. Die etwas blattartigen, 10 bis 12 Zentimeter langen Warzen sind im Querschnitt dreieckig. An ihrem Ende sitzt eine Areole, aus der abgeflachte, biegsame, papierartige Dornen entspringen. Die gelblichen, oft verdrehten Dornen sind bis zu 15 Zentimeter lang.
Die trichterförmigen, gelben, duftenden Blüten erscheinen am körpernahen Ende der Areolen und öffnen sich am Tag. Sie sind bis zu 8 Zentimeter lang und weisen einen Durchmesser von 5 bis 6 Zentimeter auf. Ihr Perikarpell ist beschuppt. Die eiförmigen bis länglichen Früchte sind bei Reife trocken. Sie sind bis zu 3 Zentimeter lang und an ihnen haftet ein ausdauernder Blütenrest. In ihnen befinden sich breit ovale, schwarze bis braune Samen von 2,4 Millimeter Länge und 2 Millimeter Durchmesser.

## Systematik, Verbreitung und Gefährdung
Leuchtenbergia principis ist in den mexikanischen Bundesstaaten Coahuila, Guanajuato, Hidalgo, Nuevo León, San Luis Potosi, Tamaulipas und Zacatecas in der Vegetation der Chihuahua-Wüste auf Kalkböden verbreitet.
Die Erstbeschreibung von Leuchtenbergia principis erfolgte 1848 durch William Jackson Hooker.
Leuchtenbergia principis wurde 1992 im Anhang I des Washingtoner Artenschutz-Übereinkommens aufgeführt. Aufgrund ihrer weiten Verbreitung wurde sie jedoch vier Jahre später in den Anhang II – in dem sich alle Kakteengewächse befinden – zurückgestuft. Leuchtenbergia principis wird in der Roten Liste gefährdeter Arten der IUCN als „Least Concern (LC)“, d. h. als in der Natur nicht gefährdet, eingestuft.

## Hybriden
Leuchtenbergia principis ist wahrscheinlich eng mit der Gattung Ferocactus verwandt, mit der sie mehrere Hybriden (×Ferobergia Ono & Y.Itô) bildet:
- ×Ferobergia ‘Gil Tegelberg’ (Leuchtenbergia principis × Ferocactus acanthodes)
- ×Ferobergia ‘Eizan’ (Ferocactus histrix × Leuchtenbergia principis)
- ×Ferobergia ‘Kosyu-Gyoku’ (Leuchtenbergia principis × Ferocactus wislizeni var. herrerae)
- ×Ferobergia ‘Violet’ (Leuchtenbergia principis × Ferocactus fordii)
- ×Ferobergia ‘Rody’ (Leuchtenbergia principis × Ferocactus gracilis)

Enge Verwandtschaft besteht ebenfalls zu den Gattungen Thelocactus (×Thelobergia Hirao) und Stenocactus (×Echinobergia Mottram).

## Botanische Geschichte

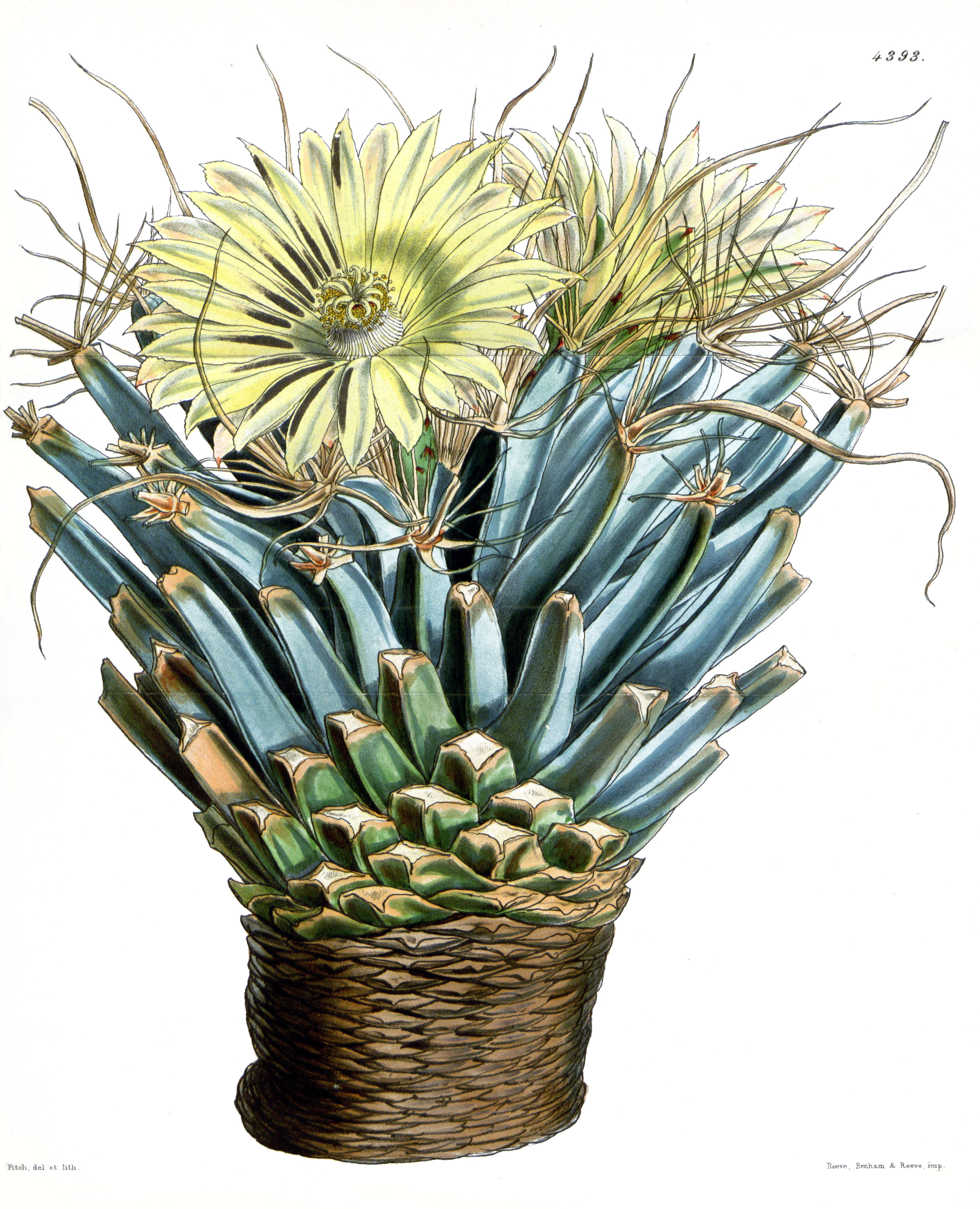
Iconotypus von Leuchtenbergia principis – gezeichnet von Walter Hood Fitch

Möglicherweise übernahm William Jackson Hooker den Namen Leuchtenbergia principis von Friedrich Ernst Ludwig von Fischer, der von 1823 bis 1850 Direktor des Botanischen Gartens von Sankt Petersburg war. In Karl Moritz Schumanns Bearbeitung der Cactaceae von 1894 wird die Gattung deswegen als Leuchtenbergia Fisch. & Hook. aufgeführt: „Bezüglich des Autorenrechtes sei vermerkt, dass sie zuerst von Fischer im Petersburger Garten zu Ehren des Prinzen Eugène de Beaumarchais [sic!], Herzog von Leuchtenberg, benannt wurde. Die erste Beschreibung rührt aber von Hooker her. Nach unserer gegenwärtigen Gepflogenheit muss der Name also auch dem letzten Autor zugeschrieben werden.“
Leuchtenbergia principis war bereits seit 1846 in europäischen Sammlungen zu finden. Schon bald nach der Beschreibung durch Hooker scheint sie einige Zeit nicht mehr kultiviert worden zu sein und galt als Rarität. Um den Beginn des 20. Jahrhunderts herum war Leuchtenbergia principis in Europa jedoch wieder ziemlich weit verbreitet.

## Nachweise

## Weiterführende Literatur
- Alexander B. Doweld: Zur systematischen Stellung der Gattung Leuchtenbergia Hooker fil. In: Kakteen und andere Sukkulenten. Band 51, Nummer 12, 2000, S. 337–342.